# Lacanobia caerulescens
Lacanobia caerulescens är en fjärilsart som beskrevs av Leo Schwingenschuss 1962. Lacanobia caerulescens ingår i släktet Lacanobia och familjen nattflyn. Inga underarter finns listade i Catalogue of Life.